# Stikkenjaure
Stikkenjaure är en sjö i Strömsunds kommun i Jämtland och ingår i Ångermanälvens huvudavrinningsområde. Sjön har en area på 0,138 kvadratkilometer och ligger 608,4 meter över havet. Sjön avvattnas av vattendraget Gransjöån.

## Delavrinningsområde
Stikkenjaure ingår i det delavrinningsområde (717293-143930) som SMHI kallar för Utloppet av Stikkenjaure. Medelhöjden är 710 meter över havet och ytan är 2,38 kvadratkilometer. Räknas de 3 avrinningsområdena uppströms in blir den ackumulerade arean 29,81 kvadratkilometer. Gransjöån som avvattnar avrinningsområdet har biflödesordning 4, vilket innebär att vattnet flödar genom totalt 4 vattendrag innan det når havet efter 301 kilometer. Avrinningsområdet består mestadels av skog (48 procent) och kalfjäll (44 procent). Avrinningsområdet har 0,14 kvadratkilometer vattenytor vilket ger det en sjöprocent på 5,7 procent.